# Prêmio Multishow de Música Brasileira para Arrocha do Ano
Prêmio Multishow de Música Brasileira para Arrocha Ano é um prêmio dado anualmente no Prêmio Multishow de Música Brasileira, uma cerimônia que foi estabelecida em 1994 e originalmente chamada de Prêmio TVZ. A Categoria Arrocha do Ano foi criada em 2024 após a divisão da antiga categoria Brega e Arrocha do Ano.

## Vencedores e indicados
| Ano  | Vencedor(a)     | Indicados | Ref.  |
| ---- | --------------- | --- | ----- |
| 2024 | "Só Fé" – Grelo | - "5 da Manhã" – Natanzinho Lima - "Arrasada" – Heitor Costa - "De Graça ou Pagando" – Grelo - "Mentira Estampada na Cara" – Natanzinho Lima - "Oração" – Nadson o Ferinha | [ 3 ] |